# 河口市场

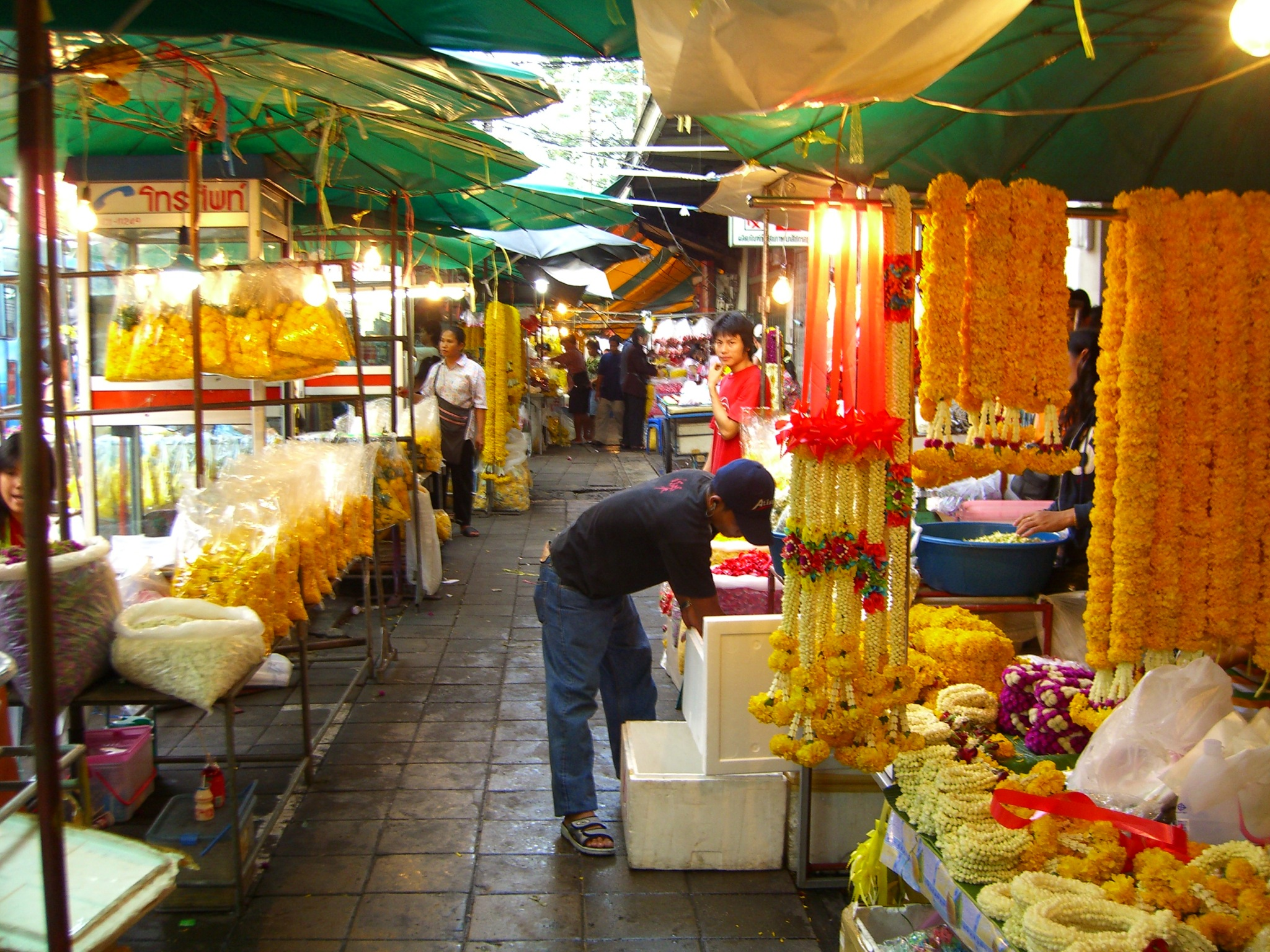
售卖泰式花环的摊位

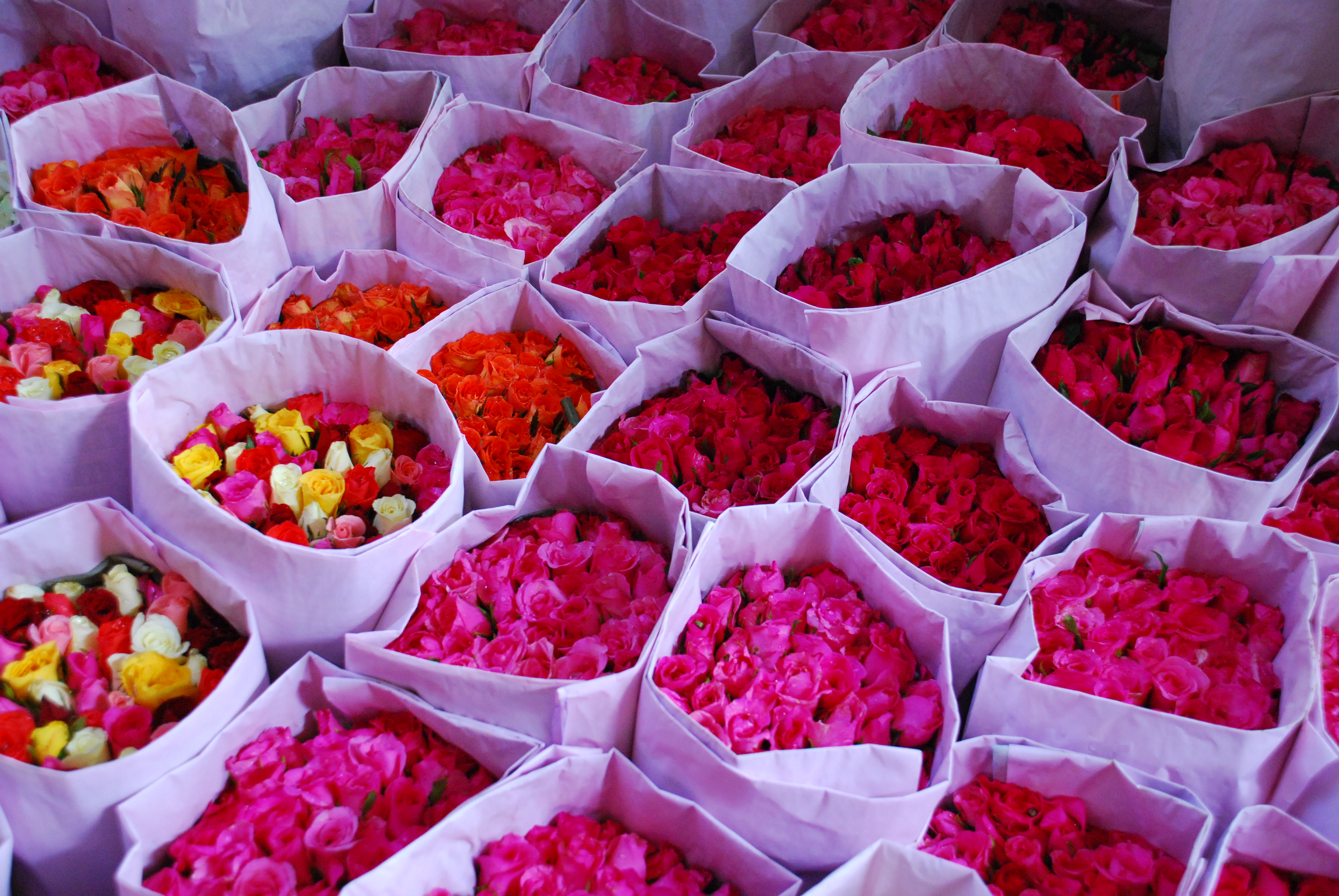
河口市场售卖的玫瑰

河口市场（泰語： 發音：[pàːk kʰlɔ̄ːŋ tā.làːt] Pak Khlong Talat），又译北空市场、北空哒叻、巴空市场，是泰国曼谷拍那空县的花市，售卖花卉、果实和蔬菜，是曼谷最受欢迎的花市，亦是曼谷本地文化的一部分。
河口市场位于拉达那哥欣岛南部的昭拍耶河畔，基辟路边，邻近纪念大桥的地方，位于空洛运河（Khlong Lot）河口，因而得名。市场全天营业，拂晓时分最为热闹，许多从外府运送鲜花的船只和货车都在那时抵达。

## 历史
拉玛一世统治期间，这里是一处水上市场，拉玛五世统治期间是鱼市，到20世纪初改为农产品市场。之后，曼谷周边的哒叻泰农产品市场（Talat Thai）逐渐兴起，河口市场逐渐转为今日的花市。
河口市场的花卉种类繁多，由泰国各地运送至此，其中大部分来自佛统府、龙仔厝府和沙没颂堪府，亦有生长要求温度更低的花卉来自泰北的清迈府和清莱府。许多当地的花商在清晨时分来到市场进货，一些售卖泰式花环的小贩到这里购买茉莉和万寿菊等原料。孤独星球等旅游手册亦会推荐读者前往此地游览，但这里的外国游客并不多。
2016年起，所有室外摊位都被转移到室内。

## 交通
曼谷巴士的1, 2, 3, 7ก, 8, 9, 12, 33, 42, 47, 53, 60, 73, 73ก, 82号线在此地停靠。
曼谷地铁蓝线的沙南猜站临近此地。
昭拍耶快船的三处码头第一世王桥码头（N6）、育匹曼码头（N6/1）、拉吉妮码头（N7）临近此地。